# E805
E805 eller Europaväg 805 är en europaväg som går mellan Braga och Chaves i Portugal. Längd 130 km.

## Sträckning
Braga - Chaves

## Standard
Vägen är landsväg hela sträckan. 

## Anslutningar till andra europavägar
- E1
- E801